# 岳普湖县
岳普湖县是中国新疆维吾尔自治区喀什地区所辖的一个县。常住人口約16.5万人，县人民政府驻岳普湖镇。

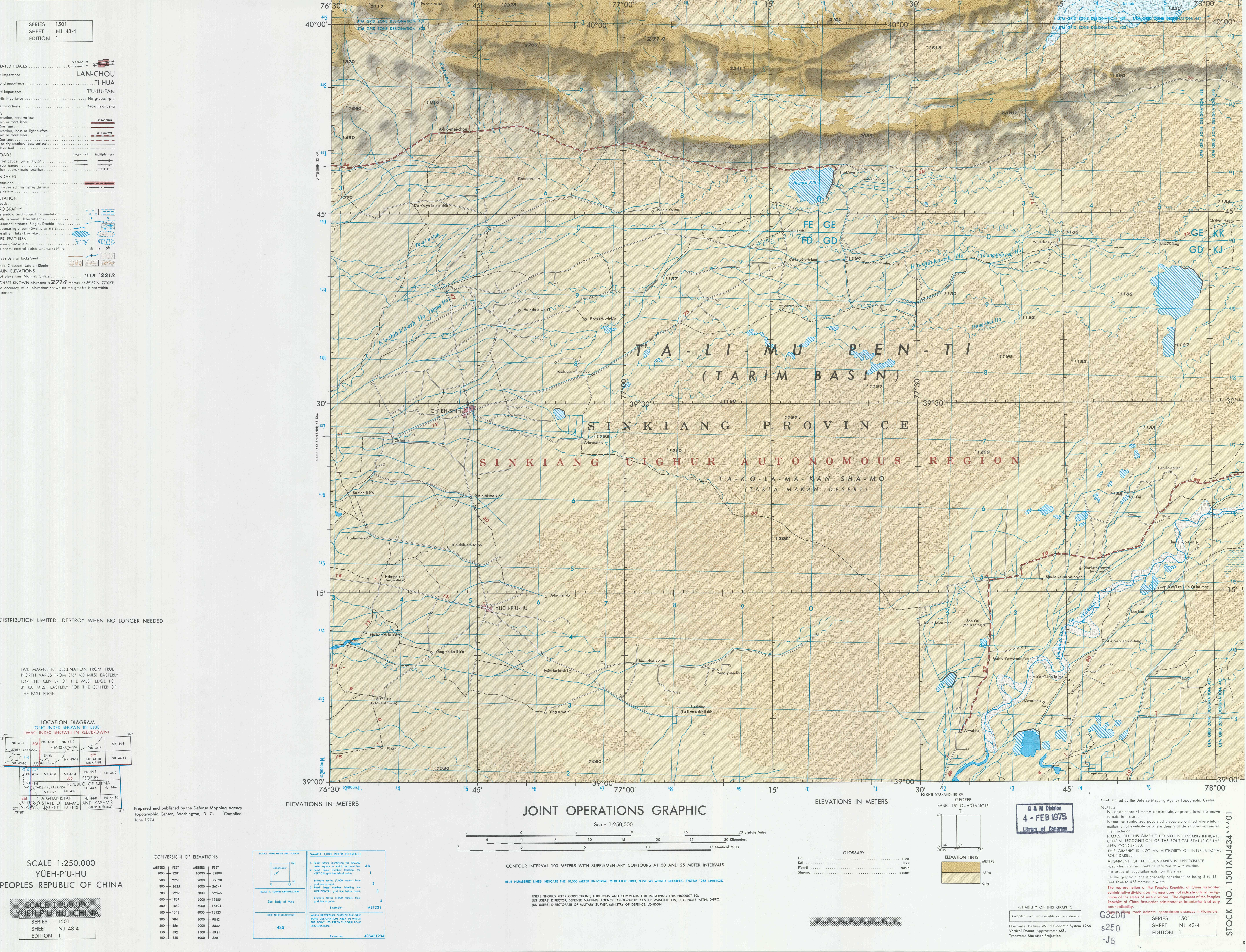
包括岳普湖(YÜEH-P'U-HU)的地圖(DMA, 1974)

## 行政区划
岳普湖县下辖4个镇、5个乡：
岳普湖镇、艾西曼镇、铁热木镇、也克先拜巴扎镇、岳普湖乡、阿其克乡、色也克乡、巴依阿瓦提乡、阿洪鲁库木乡和岳普湖县奶牛场。

## 人口民族
2020年末，根据第七次人口普查数据显示：全县常住人口为162675人。